# رودی مکنزی
رودی مکنزی (انگلیسی: Roddie MacKenzie؛ زادهٔ ۲۲ مهٔ ۱۹۰۱) بازیکن فوتبال اهل بریتانیا است.
از باشگاه‌هایی که در آن بازی کرده‌است می‌توان به باشگاه فوتبال نیوکاسل یونایتد اشاره کرد.